# Aéroport international de Newcastle
L'aéroport international de Newcastle dessert la ville de Newcastle upon Tyne en Angleterre. C'est l'aéroport le plus important de la région Nord-Est de l'Angleterre avec plus de 5 millions de passagers par an selon le site officiel.

## Situation

### Carte des aéroports commerciaux d'Angleterre
| Birmingham Bournemouth Bristol Doncaster · Sheffield Durham · Tees Valley East Midlands Exeter Humberside Land's · End Leeds-Bradford Liverpool L.-City L.-Gatwick L.-Heathrow L.-Luton L.-Southend L.-Stansted Lydd Manchester Newcastle · Upon Tyne Newquay · Cornouailles Norwich Southampton St Mary des Sorlingues Carlisle Lake |

## Statistiques
Pour des raisons techniques, il est temporairement impossible d'afficher le graphique qui aurait dû être présenté ici.

Voir la requête brute et les sources sur Wikidata.

## Compagnies aériennes et destinations

### Passagers
| Compagnies        | Destinations |
| ----------------- | --- |
| Aegean Airlines   | En saison: Athènes E.-Venizélos |
| Aer Lingus        | Dublin |
| Air France        | Paris-Charles de Gaulle |
| BH Air            | En saison : Bourgas |
| British Airways   | Londres-Heathrow |
| Corendon Airlines | En saison : Antalya, Dalaman |
| Eastern Airways   | Aberdeen-Dyce |
| easyJet           | Belfast, Bristol, Paris-Charles de Gaulle En saison : Genève-Cointrin, Lyon-Saint-Exupéry, Palma de Majorque |
| Emirates          | Dubaï |
| Eurowings         | Düsseldorf |
| Jet2.com          | - Alicante-Elche, - Antalya, - Cracovie-Jean-Paul II, - Faro, - Fuerteventura, - Lanzarote-Arrecife, - Las Palmas/Gran Canaria, - Madère-C. Ronaldo, - Malaga-Costa del Sol, - Ténériffe-Sud Reine Sofia En saison : - Bergen, - Bodrum-Milas, - Budapest-Ferenc Liszt, - Bourgas, - Corfou-I. Kapodístrias, - Dalaman, - Dubrovnik, - Genève-Cointrin, - Gérone-Costa Brava, - Grenoble-Alpes-Isère, - Héraklion-N. Kazantzákis, - Ibiza, - Izmir-A. Menderes, - Jersey, - Céphalonie, - Kos, - La Canée I.-Daskaloyánnis, - Larnaca, - Malte, - Minorque-Mahón, - Palma de Majorque, - Paphos, - Prague-Václav-Havel, - Reus, - Reykjavik-Keflavík, - Rhodes-Diagoras, - Rome Léonard-de-Vinci/Fiumicino, - Salzbourg-W. A. Mozart, - Santorin, - Skiathos-A. Papadiamándis, - Thessalonique-Makedonía, - Vérone - Villafranca, - Vienne-Schwechat, - Zante D.-Solomós |
| KLM               | Amsterdam |
| Loganair          | Aberdeen-Dyce, Exeter, Southampton, Stavanger En saison : Bergen, Newquay Cornouailles |
| Lufthansa         | Francfort |
| Ryanair           | - Alicante-Elche, - Barcelone-El Prat, - Bergame-Orio al Serio, - Cracovie-Jean-Paul II, - Dublin, - Faro, - Fuerteventura, - Gdańsk-L. Wałęsa, - Lanzarote-Arrecife, - Las Palmas/Gran Canaria, - Malaga-Costa del Sol, - Riga, - Shannon, - Ténériffe-Sud Reine Sofia, - Wrocław-N. Copernic En saison : Ibiza, La Canée I.-Daskaloyánnis, Palma de Majorque, Paphos, Zadar |
| SunExpress        | Antalya |
| TUI Airways       | - Alicante-Elche, - Charm el-Cheikh, - Hurghada, - Lanzarote-Arrecife, - Las Palmas/Gran Canaria, - Sal-A. Cabral, - Ténériffe-Sud Reine Sofia En saison : - Antalya, - Bourgas, - Cancún, - Céphalonie, - Corfou-I. Kapodístrias, - Dalaman, - Dubrovnik, - Enfidha-Hammamet, - Genève-Cointrin, - Héraklion-N. Kazantzákis, - Ibiza, - Innsbruck-Kranebitten, - Kos, - Larnaca, - Malaga-Costa del Sol, - Orlando-Melbourne, - Minorque-Mahón, - Naples-Capodichino, - Palma de Majorque, - Paphos, - Reus, - Rhodes-Diagoras, - Salzbourg-W. A. Mozart, - Skiathos-A. Papadiamándis, - Turin S.-Pertini (Caselle), - Vérone - Villafranca, - Zante D.-Solomós |

Édité le 03/02/2018  Actualisé le 29/03/2023

### Cargo
| Compagnies                                   | Destinations                     |
| -------------------------------------------- | -------------------------------- |
| FedEx Express opéré par ASL Airlines Ireland | Glasgow, Paris-Charles de Gaulle |
| Royal Mail opéré par West Atlantic           | Londres-Stansted                 |
| Royal Mail opéré par Jet 2                   | East Midlands                    |

Note : au 7 janvier 2017

## Accès
L'aéroport est desservi par la ligne verte (Green Line) du métro Tyne & Wear.

### Sources et références
- (en) Cet article est partiellement ou en totalité issu de l’article de Wikipédia en anglais intitulé « Newcastle Airport » (voir la liste des auteurs).

1. ↑  « Air France », Air France (consulté le 8 janvier 2017)
2. ↑  https://www.newcastleairport.com/download/file/127/1706/all-seasons-flight-guide-january-2018---updated-11012018pdf